# Christa Kanitz
Christa Kanitz (* 1928; † 2015) war eine deutsche Schriftstellerin.
Sie studierte Psychologie, lebte zeitweilig in der Schweiz und in Italien. Sie arbeitete als Journalistin für den Südwestfunk und die Lübecker Nachrichten. Zuletzt lebte und arbeitete sie in Hamburg. Seit 2001 schrieb sie Romane, auch unter dem Pseudonym Christa Canetta.

## Werke
- Das Castello in Umbrien (2001)
- Die Stellings (2002)
- Die Erben der Stellings (2003)
- Das Haus am Feenteich (2004)
- Die Heimkehr der Stellings (2005)
- Die Venezianerin (2006)
- Die Tochter der Venezianerin (2007)
- Das Vermächtnis der Venezianerin (2008)
- Die Rivalen von Teufelsbrück (2015)

als Christa Canetta
- Tanz der Flamingos (2004)
- Schottische Disteln (2005)
- Der Ruf des Leoparden (2008)
- Violas Traum (2009)
- Haus in Schottland (2009)
- Kastanienmond (2010)
- Schottische Träume (2010)
- Die Kakaohändlerin (2011)
- Die Erben der Kakaohändlerin (2011)
- Schottische Stürme (2010)
- Das Leuchten der schottischen Wälder (2013)
- Schottische Engel (2013)
- Die Heideärztin (2014)
- Die Heideärztin unter dem Kreuz das Südens (2014)